# 三善堂
三善堂，又名无锡农民革命军总司令部旧址、无锡县农民革命运动纪念馆以及二七农民秋收起义指挥部旧址。位于中华人民共和国江苏省无锡市锡山区安镇街道。始建于1918年，起初为张氏祠堂，坐北朝南，硬山顶，计二进。1988年6月被无锡县人民政府公布为县级文物保护单位，后升级为无锡市级文物保护单位。1990年，经由无锡县委、县政府出资修缮后，在旧址处设立了无锡县农民革命运动纪念馆。

## 简介
三善堂，始建于1918年，原为安镇当地张氏祠堂，“三善”寓意“集善”、“恒善”、“同善”。1926年9月，中共党员安友石从广州农民运动讲习所返回家乡无锡安镇。不久后，严朴和杭果人等其他无锡籍共产党员陆续抵达安镇，并以三善堂作为联络点发起农民运动。1927年3月4日，无锡各乡镇农民代表大会在三善堂召开，并成立了“无锡县农民协会”。严朴被选为县农民协会委员长，安友石为主席，杭果人为农民革命军总司令。1927年11月9日，在中共江苏省委领导下，无锡东北乡地区近万名农民举行了秋收暴动，农民革命军总司令部设在三善堂内，故又称“无锡农民革命军总司令部”旧址。